# Горний (Чишминський район)
Го́рний (рос. Горный, башк. Горный) — село (в минулому селище) у складі Чишминського району Башкортостану, Росія. Входить до складу Кара-Якуповської сільської ради.
Населення — 712 осіб (2010; 73 у 2002).
Національний склад:
- башкири — 50 %